# St. Franziskus (München)

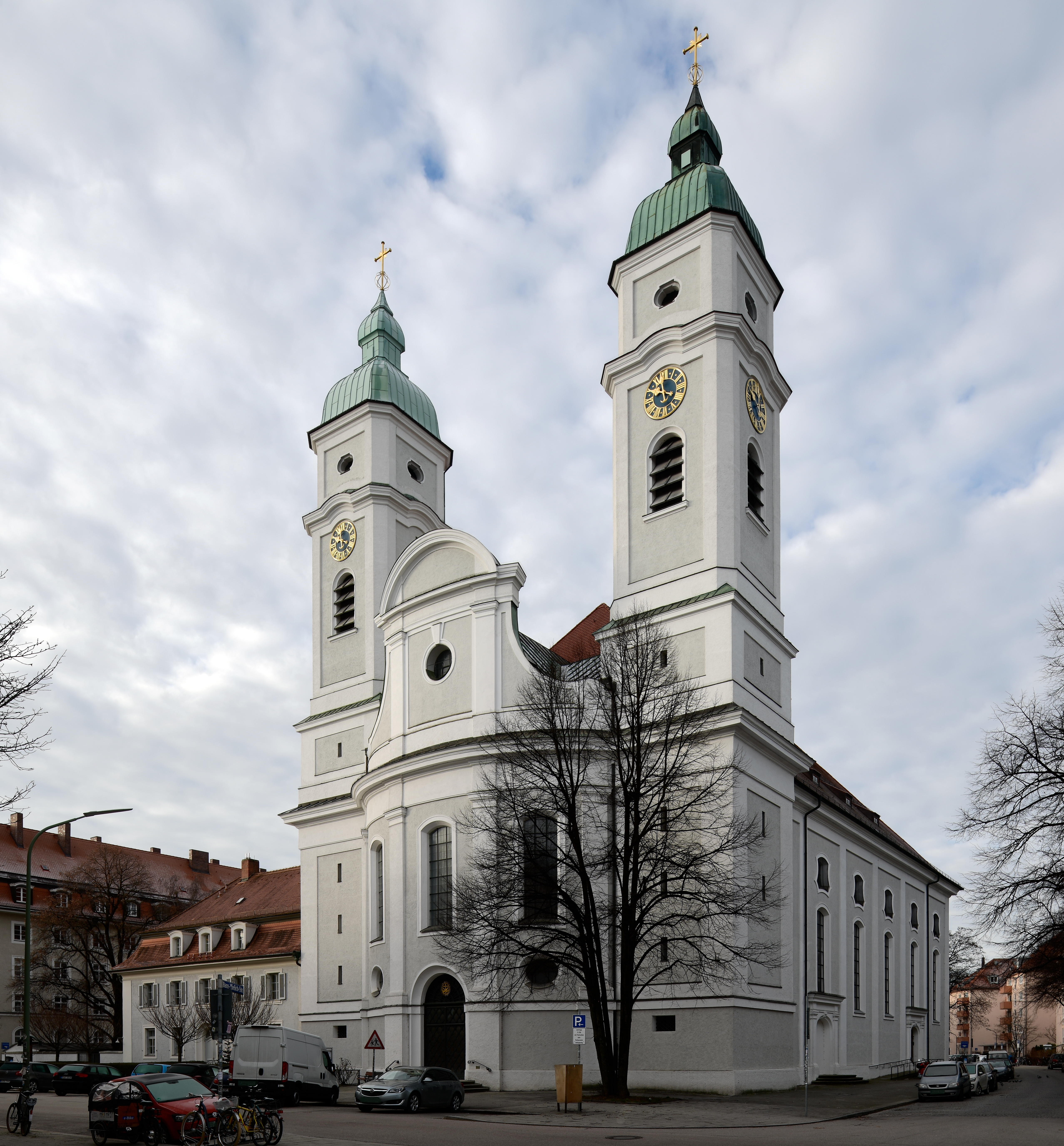
St. Franziskus, München

Die Pfarrkirche St. Franziskus in München-Untergiesing ist ein katholisches Kirchengebäude, das dem heiligen Franziskus geweiht ist. Das Gotteshaus ist im Baustil des Neobarock gebaut und hat im Osten zwei Kirchtürme und eine Giebelfassade. Es steht an der Ecke Hans-Mielich-/Konradinstraße und bildet mit dem nahen Hans-Mielich-Platz den Mittelpunkt des Stadtteils Untergiesing.

## Geschichte

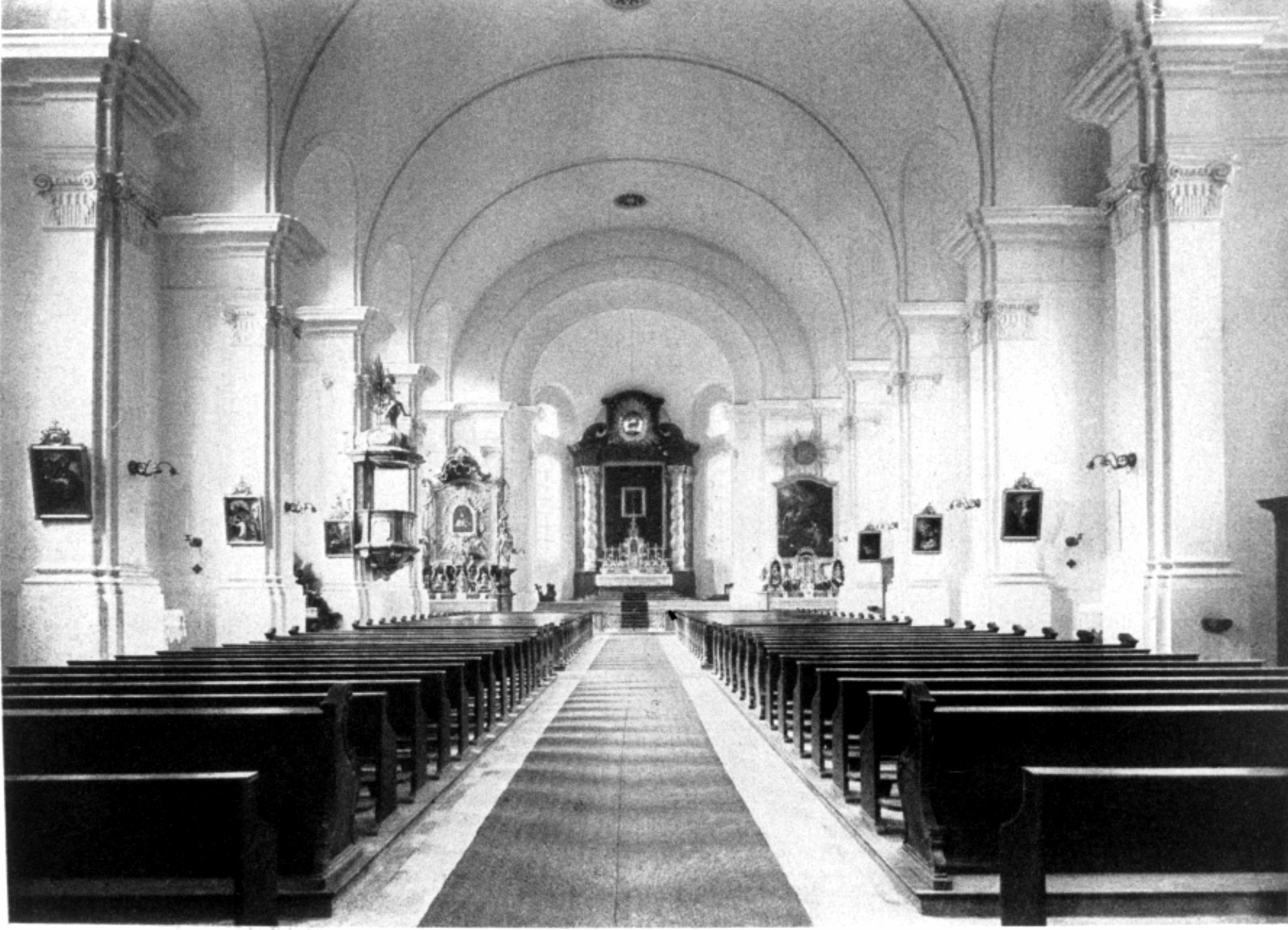
Historische Innenansicht aus der Zeit um 1930

Aufgrund des starken Anstiegs der katholischen Bevölkerung wurde 1913 der Kirchenbauverein Untergiesing gegründet. Während des Ersten Weltkriegs erwarb der Verein Teile der demontierten Schrannenhalle mit dem Ziel, diese zu einer Notkirche umzubauen, was durch die Kriegsumstände verhindert wurde. Durch eine Stiftung des amerikanischen Priesters Karl Reichlin und das Entgegenkommen der ursprünglichen Besitzer konnte der Verein im Frühjahr 1919 die Baracke eines Flüchtlingslagers in der Hans-Mielich-Straße 4 kaufen. Michael von Faulhaber weihte die Notkirche am 8. Februar 1920 dem hl. Franziskus. Ihr wurde im März 1920 eine Seelsorgeeinheit zugewiesen. Am 22. Februar 1922 erfolgte die Erhebung zur Pfarrei. Durch eine Stiftung wurde im Oktober 1922 in derselben Straße ein neuer Bauplatz erworben. Hier entstand 1925/1926 nach Plänen von Richard Steidle das heutige Gotteshaus. Am 10. Mai 1925 erfolgte die Grundsteinlegung und am 3. Oktober 1926, dem 700. Todestag des hl. Franz von Assisi, die Weihe.

Innenansicht mit Blick zum Chor

St. Franziskus erlitt bei den Luftangriffen am 6. und 7. September 1943 schweren Schaden. Das Kirchenschiff brannte völlig aus; nur die Außenmauern und die Türme blieben stehen. Die bauzeitliche Kirchenausstattung ging zum großen Teil verloren, darunter der Hochaltar mit einem Bild von Franz Xaver Dietrich, der Kreuzweg von Kunstmaler Ranzinger, die Orgel von Hans Eisenschmid, Kanzel und Kommunionsbank von Stuckateur Karl Schier, aber auch ältere Inventarstücke wie ein Lazarus-Gemälde des Rembrandt-Schülers Jakob de Wet, der Tabernakel von Ignaz Günther und zwei Heiligenbüsten, die Johann Baptist Straub zugeschrieben wurden.
Nach dem Zweiten Weltkrieg folgten bis 1951 Wiederaufbau und Neuausstattung in schlichterer Gestalt. Unter Pfarrer Johannes Warmedinger fand in den 1980er Jahr eine Neugestaltung des Innenraums statt.
Das Bauwerk nebst südlich angebautem Pfarrhaus ist als Baudenkmal in die Bayerische Denkmalliste eingetragen.
Die Pfarrkirche gehört zum Pfarrverband Mariahilf St. Franziskus, die zur Katholischen Kirchenstiftung Mariahilf München-Au gehört.

## Architektur

Innenansicht mit Blick zur Empore

Die aufgrund des Straßenverlaufs nach Westen ausgerichtete Saalkirche mit den Doppeltürmen ist in Untergiesing zwischen Isar und Auer Mühlbach errichtet. Der neobarocke Bau wird zur Straßenseite hin durch die imposante Giebelfassade beherrscht. Zwei leicht vorspringende Ecktürme flankieren den nach außen gewölbten dreiachsigen Mittelbau mit seinen Kolossalpilastern und dem Segmentgiebel. Umlaufende profilierte Gesimsbänder gliedern die Türme in unterschiedlich hohe Geschosse, die von einer doppelten Kupferhaube und einem vergoldeten Kreuz bekrönt werden.
Das Langhaus wird von einem Satteldach bedeckt und im Norden und Süden durch Stichbogenfenster belichtet, über denen kleine konkav und konvex geschwungene Fenster eingelassen sind. Der halbrunde, gewölbte Westchor ist eingezogen und niedriger.

## Glocken
Das Glockengeläut der Franziskuskirche verteilt sich auf je einen stählernen Glockenstuhl in beiden Kirchtürmen. Im Nordturm hängen die Glocken 1, 2 und 4, im Südturm die Glocken 3 und 5. Mit Ausnahme der historischen Glocke von 1580, die von Joachim Volmer aus Biberach stammt, wurden alle Glocken bei Karl Czudnochowsky in Erding gegossen. Die folgende Übersicht nennt die Daten der einzelnen Glocken.
| Glocke | Name        | Gussjahr | Material | Durchmesser | Gewicht | Schlagton |
| ------ | ----------- | -------- | -------- | ----------- | ------- | --------- |
| 1      | Franziskus  | 1953     | Euphon   | 1670 mm     | 2205 kg | b°+2      |
| 2      | Korbinian   | 1951     | Euphon   | 1300 mm     | 1012 kg | d'+1      |
| 3      | Hl. Kreuz   | 1580     | Bronze   | 1095 mm     | 780 kg  | f'+3      |
| 4      | Maria       | 1951     | Euphon   | 970 mm      | 412 kg  | g'+2      |
| 5      | Arme Seelen | 1959     | Bronze   | 905 mm      | 349 kg  | b'+2      |

## Ausstattung

Blick in den Chor

Der Innenraum wird statt des ursprünglichen Holztonnengewölbes von einer flachen Kassettendecke abgeschlossen. Die Ostempore dient als Aufstellungsort für die Orgel. Das hölzerne Kirchengestühl lässt einen Mittelgang frei. Im Inneren öffnet ein großer gekehlter Rundbogen den Chor zum Schiff. Die Arkadenbögen des Wandpfeilersaals bieten Raum für Seitenkapellen, die Kreuzwegstationen und Beichtstühle. Die Ausstattung hat seit der Neugestaltung in den 1980er Jahren ihre nachkriegszeitlich bedingte Nüchternheit verloren und erhielt wieder ein angemessenes Bildprogramm.
Rechts neben dem Haupteingang befindet sich eine Seitenkapelle eine holzgeschnitzte Pietà. Ihr zu Füßen ist ein Heiliges Grab mit dem Leichnam Jesu dargestellt. Michael Veit schuf 1983 den Bronzealtar, der vorne die Emmausjünger, hinten die Opferung Isaaks und an den Schmalseiten Sonne und Mond zeigt und der von einer überstehenden steinernen Mensaplatte bedeckt wird. Dahinter ist ein monumentales Mosaik mit drei großen Kreisen aus 30.000 Natursteinen gestaltet, das auf die Trinität weist und 1983 auf Georg Poschner zurückgeht. Das große hölzerne Kruzifix des Dreinageltypus schuf Hermann Rösner (1952) und die anderen Bronzearbeiten wie die Tabernakelstele, der Leuchter und  Ambo ebenfalls Veit (1982/1983).
Links vor dem Chorbogen steht eine hölzerne Statue des hl. Franziskus, dem die Kirche geweiht ist, ein Werk von Vinzenz Mussner aus dem Jahr 1950. Ihr korrespondiert auf der rechten Seite die himmelfahrende Jungfrau Maria (durch die leicht angewinkelnden Beine erkennbar) von Hermann Rösner. An der Langseite ist die heilige Elisabeth mit einem Rosenstrauß im Arm zu sehen.
Die Kreuzwegbilder von 1745 an den Langseiten stammen aus Großhelfendorf. Vermutlich im 18. Jahrhundert wurde eine Kopie des Passauer Gnadenbildes Maria Hilf von Lukas Cranach im Südwesten der Vorhalle gefertigt. Gegenüber im Nordwesten ist eine Holzfigur von Hermann Rösner (1953) aufgestellt, die den hl. Antonius von Padua mit dem Jesuskind am Arm zeigt. Zwei Gedenktafeln in der sich anschließenden Kriegergedächtniskapelle erinnern mit 287 Namen an im Zweiten Weltkrieg gefallene Soldaten.

Der spätbarocke Kreuzweg
Nebenaltar an der nördlichen Langhausseite
Pieta
Die MariaHilf-Gemälde-Kopie
Himmelfahrts-Madonna

## Orgel

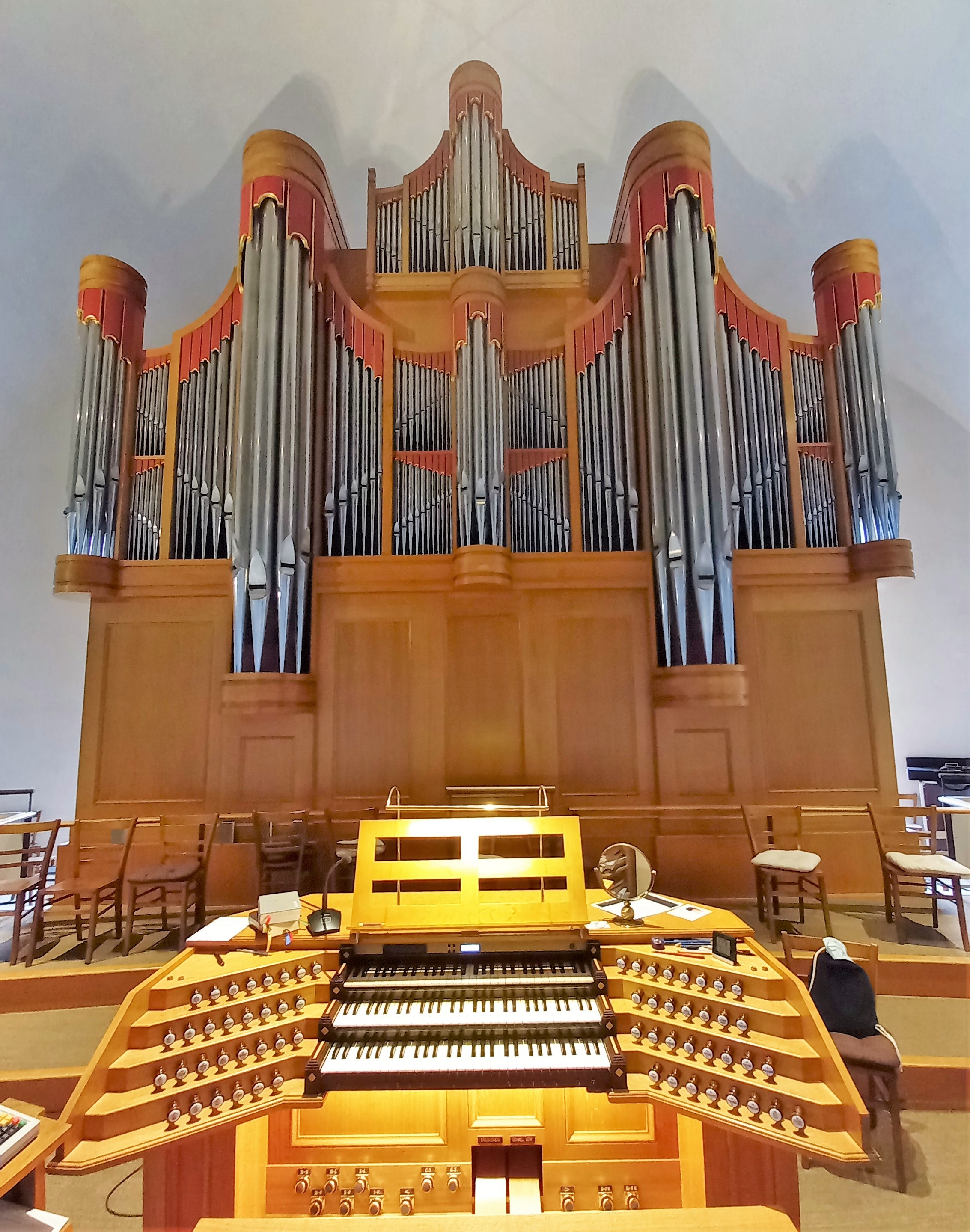
Van-den-Heuvel-Orgel von 1997

Ansicht aus dem Kirchenraum

Die erste Orgel von Hans Eisenschmid verbrannte 1943. Nach dem Wiederaufbau der Kirche nach dem Zweiten Weltkrieg baute die Firma Carl Schuster im Jahr 1951 eine dreimanualige Orgel ein, die über 57 Register und elektropneumatische Kegelladen verfügte. (Ein ähnliches Instrument mit derselben Disposition entstand 1954 in St. Maximilian.)
Die heutige Orgel wurde von J. L. van den Heuvel Orgelbouw gebaut und am 19. Oktober 1997 eingeweiht. Ihre 51 Registern verteilen sich auf drei Manuale und Pedal. Sie verfügt insgesamt über 3308 Pfeifen. Der Spieltisch ist freistehend und hat eine mechanische Spieltraktur. Hingegen sind die Koppeln und die Registratur elektrisch.
Die Disposition der symphonischen Orgel lautet wie folgt:
| I Hauptwerk C–a3 |     |  |
| Principal        | 16′ |  |
| Bourdon          | 16′ |  |
| Principal        | 08′ |  |
| Traversflöte     | 08′ |  |
| Salicional       | 08′ |  |
| Rohrflöte        | 08′ |  |
| Prästant         | 04′ |  |
| Spitzflöte       | 04′ |  |
| Octave           | 02′ |  |
| Mixtur V–VI      |     |  |
| Cornett V        |     |  |
| Bombarde         | 16′ |  |
| Trompette        | 08′ |  |
| Clairon          | 04′ |  |

| II Oberwerk C–a3 |         |  |
| Principal        | 08′     |  |
| Salicional       | 08′     |  |
| Bourdon          | 08′     |  |
| Unda Maris       | 08′     |  |
| Octave           | 04′     |  |
| Blockflöte       | 04′     |  |
| Nasard           | 02 ⁄3′  |  |
| Doublette        | 02′     |  |
| Tierce           | 01 3⁄5′ |  |
| Larigot          | 01 ⁄3′  |  |
| Mixtur V         |         |  |
| Trompette        | 08′     |  |
| Cromorne         | 08′     |  |
| Tremulant        |         |  |

| III Schwellwerk C–a3        |     |  |
| Quintatön                   | 16′ |  |
| Diapason                    | 08′ |  |
| Flute travers               | 08′ |  |
| Viole de Gambe              | 08′ |  |
| Voix celeste                | 08′ |  |
| Flute octaviante            | 04′ |  |
| Octavin                     | 02′ |  |
| Carillon III                |     |  |
| Plein-jeu harmonique III–VI |     |  |
| Basson                      | 16′ |  |
| Trompete harmonique         | 08′ |  |
| Basson-Hautbois             | 08′ |  |
| Voix humaine                | 08′ |  |
| Clairon harmonique          | 04′ |  |
| Tremulant                   |     |  |

| Pedal C–f1  |         |  |
| Subbass     | 32′     |  |
| Contrabass  | 16′     |  |
| Subbass     | 16′     |  |
| Quinte      | 10 2⁄3′ |  |
| Holzflöte   | 08′     |  |
| Violoncelle | 08′     |  |
| Flöte       | 04′     |  |
| Bombarde    | 16′     |  |
| Trompette   | 08′     |  |
| Clairon     | 04′     |  |

- Koppeln: II/I, III/I, III/I 16′, III/II, I/P, II/P, III/P
- Spielhilfe: elektronisches Registerkombinationssystem, Crescendo 1 (Standard), Crescendo 2 (programmierbar)